# Emmy Murphy
Pour les articles homonymes, voir Murphy.
Emmy Murphy est une mathématicienne américaine qui travaille dans le domaine de la géométrie symplectique.

## Éducation et carrière
Murphy obtient une licence de l'Université du Nevada à Reno en 2007. Elle est la première de sa famille à obtenir un diplôme universitaire. Elle soutient sa thèse de doctorat intitulée Loose Legendrian Embeddings in High Dimensional Contact Manifolds à l'Université Stanford en 2012; sous la direction de Yakov Eliashberg . 
Après sa thèse, elle enseigne en tant que C.L.E. Moore Instructor au Massachusetts Institute of Technology et devient professeure adjointe. En 2016, elle intègre l'Université Northwestern, où elle est professeure agrégée de mathématiques. 

## Récompenses et honneurs
Murphy remporte une Bourse Sloan de recherche en 2015 et reçoit la même année un prix de l'Académie royale des sciences, des lettres et des beaux-arts de Belgique pour ses travaux sur la géométrie par contact. En 2017, elle remporte le prix de recherche Joan & Joseph Birman pour la topologie et la géométrie de l'Association for Women in Mathematics Elle a été conférencière invitée au Congrès international des mathématiciens de 2018 dans la section sur la géométrie. 
En 2019, Murphy est l'une des trois récipiendaires du prix Nouveaux Horizons en mathématiques 2020 décerné par la fondation Breakthrough Prize  pour ses contributions à la géométrie symplectique et la géométrie de contact, en particulier pour l’introduction des notions de sous-variété de Legendre faible et, avec Matthew Strom Borman et Yakov Eliashberg, de structures de contact vrillées en dimensions supérieures,.